# 헌터 카슨
헌터 카슨(Hunter Carson, 1975년 12월 26일 ~ )은 미국의 배우, 영화 감독, 영화 프로듀서, 각본가, 영화배우, 텔레비전 배우이다.
로스앤젤레스에서 태어났다.

## 영화
- 그랑프리: 더 위닝 테일 (2011년)
- 미스터 노스 (1988년)
- 파리 텍사스 (1984년) - 헌터 역